# Salmonidae
La famiglia Salmonidae, unica rappresentante dell'ordine Salmoniformes, comprende numerose specie di pesci ossei d'acqua dolce e marina, tra cui le trote e i salmoni.

## Descrizione

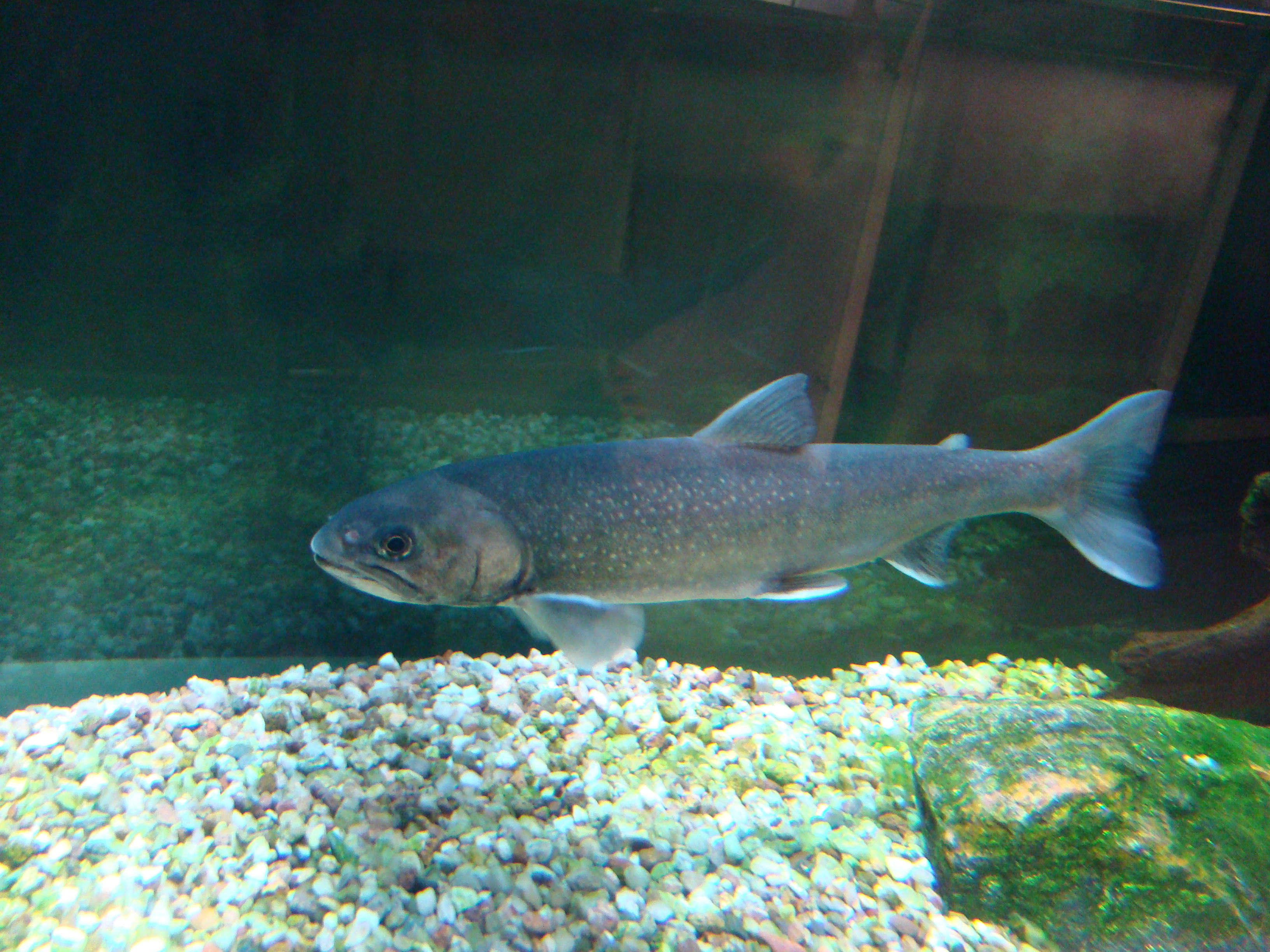
Salvelinus alpinus

In genere il corpo è fusiforme ed allungato, per il resto l'aspetto di questi pesci è alquanto variabile: la bocca, ad esempio, può essere grande, come nel salmone o piccola, come nel temolo ed i denti possono essere grandi e disposti in tutta la bocca come nella trota o assenti come nel coregone. Le pinne dorsali sono sempre due, una più o meno grande anteriore ed una adiposa posteriore.
La pinna caudale, solitamente ampia, può avere il margine forcuto o troncato. Le pinne ventrali sono in posizione addominale. Le pinne pettorali sono inserite in basso. La colorazione porta spesso punti o macchie neri e rossi e può presentare riflessi metallici. Non mancano comunque specie di colore uniformemente argenteo come i coregoni.

## Distribuzione e habitat
Questi pesci sono presenti in tutto l'emisfero boreale, nelle zone temperate e fredde e fino alle zone polari, sia nei mari che nei fiumi e laghi. Sono stati largamente introdotti in tutte le parti del mondo con caratteristiche climatiche idonee.
I salmonidi non sono sensibili alle basse temperature mentre le alte li possono uccidere, per questo nelle regioni meridionali d'Europa Asia ed America settentrionale li ritroviamo solo nelle zone montane. Questi pesci sono anche molto sensibili alla carenza di ossigeno nell'acqua e, di conseguenza, all'inquinamento della stessa.

## Alimentazione
Tutti i salmonidi sono carnivori, ci sono specie piscivore come il salmone, planctofaghe come il coregone e predatrici di insetti come il temolo.

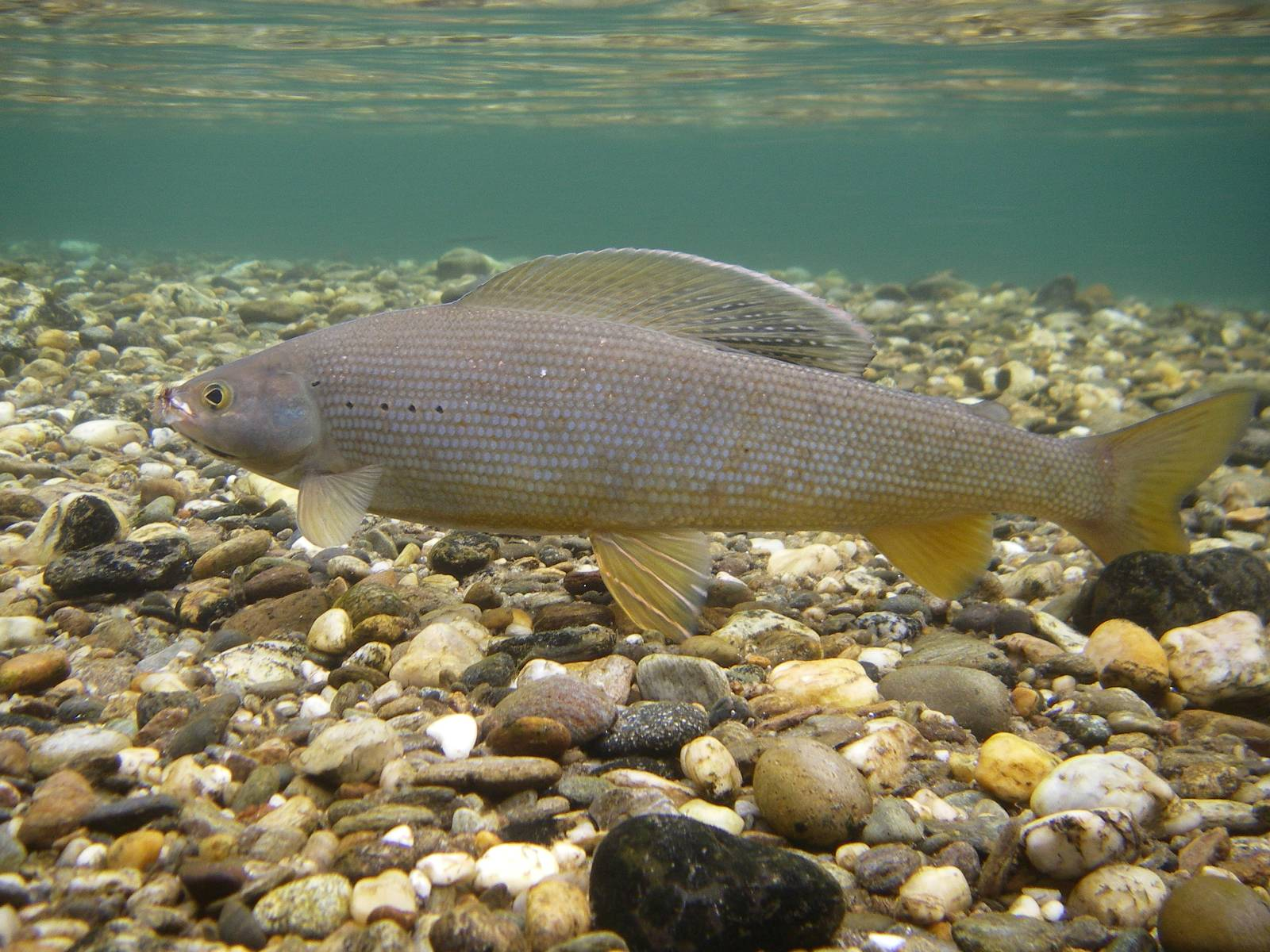
Thymallus arcticus arcticus

## Riproduzione
Tutti i salmonidi si riproducono in acque dolci fredde ed ossigenate. Le specie anadrome nell'occasione della deposizione delle uova risalgono i fiumi per ritornare nel torrente, spesso distante dal mare centinaia di chilometri, in cui sono nati. Per riuscirci, si fanno guidare dal sole quando si trovano nell'oceano e dal loro straordinario senso dell'olfatto quando si trovano vicini alla costa, riuscendo così a riconoscere le caratteristiche dell'acqua in cui nacquero. 
Una volta raggiunta la zona superiore del corso, la femmina sceglie il maschio con il quale si riprodurrà. Questa selezione si basa sulle dimensioni fisiche del maschio, dal momento che vengono considerate un segnale della sua capacità di sopravvivere. In molte specie i riproduttori muoiono dopo la deposizione, ad esempio i salmoni del Pacifico del genere Oncorhynchus. I salmonidi che risiedono nei laghi possono riprodursi in loco o risalire gli immissari del bacino. Le uova, in numero non molto elevato, vengono deposte in substrati ghiaiosi dove vengono sepolte a piccola profondità.

## Pesca
I salmonidi rivestono un ruolo di primaria importanza nell'industria peschereccia di molti paesi settentrionali, il salmone, ad esempio, è un importantissimo oggetto di pesca professionale in Scozia e Norvegia. Anche i coregoni e le trote hanno una notevole importanza per l'economia di molti laghi. Ad esempio l'omul, un coregone pescato nel lago Bajkal, è la base dell'alimentazione delle popolazioni di intere aree della Siberia. 
Con il contrarsi degli stock naturali in seguito alla sovrapesca sistematica che queste popolazioni hanno subito negli anni si è molto diffusa anche la piscicoltura che riguarda principalmente il salmone e la trota iridea ma anche la trota europea. Una grande importanza questi pesci rivestono per la pesca sportiva, si può dire che in tutti i paesi in cui vivono essi rappresentino la preda più ambita per i pescatori a spinning ed a mosca. Per mantenere le popolazioni più sottoposte a prelievo da parte dei pescatori sportivi si fanno spesso frequenti ripopolamenti con esemplari di allevamento.
Le carni di questi pesci sono buone o ottime in tutte le specie.

## Conservazione

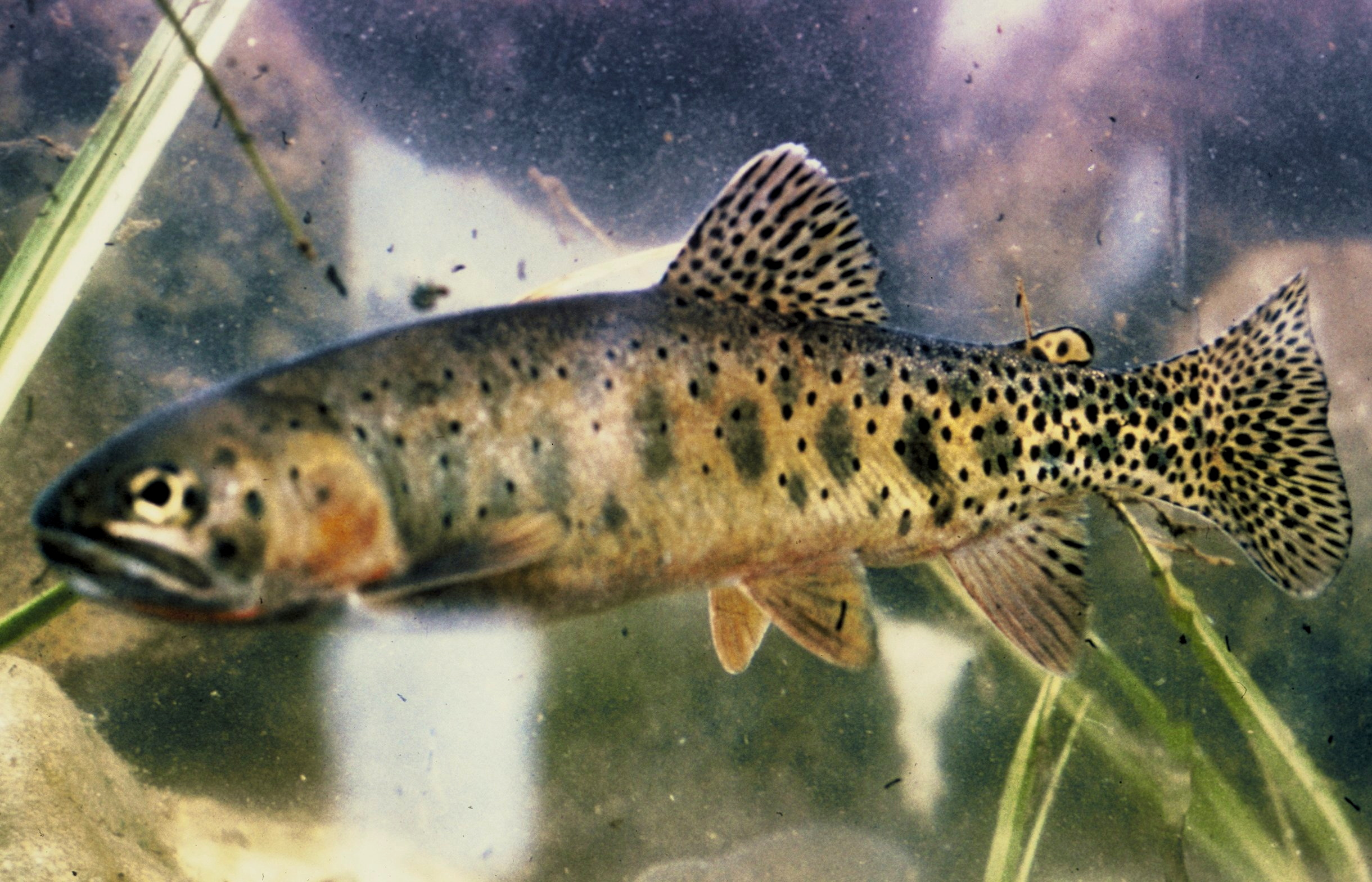
Oncorhynchus clarkii

Molte popolazioni di Salmonidae sono state sottoposte a una grave sovrapesca negli anni, che spesso hanno così assottigliato gli stock da determinare la fine di intere marinerie se non il rischio di estinzione di intere specie endemiche come il carpione del Garda. Il fatto che tutti i salmonidi si riproducano nelle acque dolci e che siano così esigenti in fatto di qualità dell'acqua costituisce un serio pericolo per la sopravvivenza di numerose popolazioni, un inquinamento in un fiume può determinare la mancata risalita di moltissimi riproduttori e, in pochi anni, l'estinzione della popolazione. 
Anche i ripopolamenti a scopo di incremento della popolazione per i pescatori sportivi possono avere effetti negativi: nel passato spesso si è proceduto a immissioni di trote iridee che, non riproducendosi nelle nostre acque, portavano solo ad una indesiderata competizione con le specie autoctone. Inoltre spesso si sono fatti i ripopolamenti con esemplari provenienti da zone diverse da quelle di destinazione, con conseguente inquinamento genetico: questo è il motivo per cui la trota sarda è quasi estinta in Italia.

## Tassonomia
Questa famiglia è stata fino in tempi recenti suddivisa in tre famiglie, attualmente riconosciute al rango di sottofamiglie:
| Taxon                     | Generi                                                                       |
| ------------------------- | ---------------------------------------------------------------------------- |
| Sottofamiglia Coregoninae | Coregonus, Prosopium, Stenodus                                               |
| Sottofamiglia Salmoninae  | Brachymystax, Hucho, Oncorhynchus, Parahucho, Salmo, Salvelinus, Salvethymus |
| Sottofamiglia Thymallinae | Thymallus                                                                    |

## Bibliografia

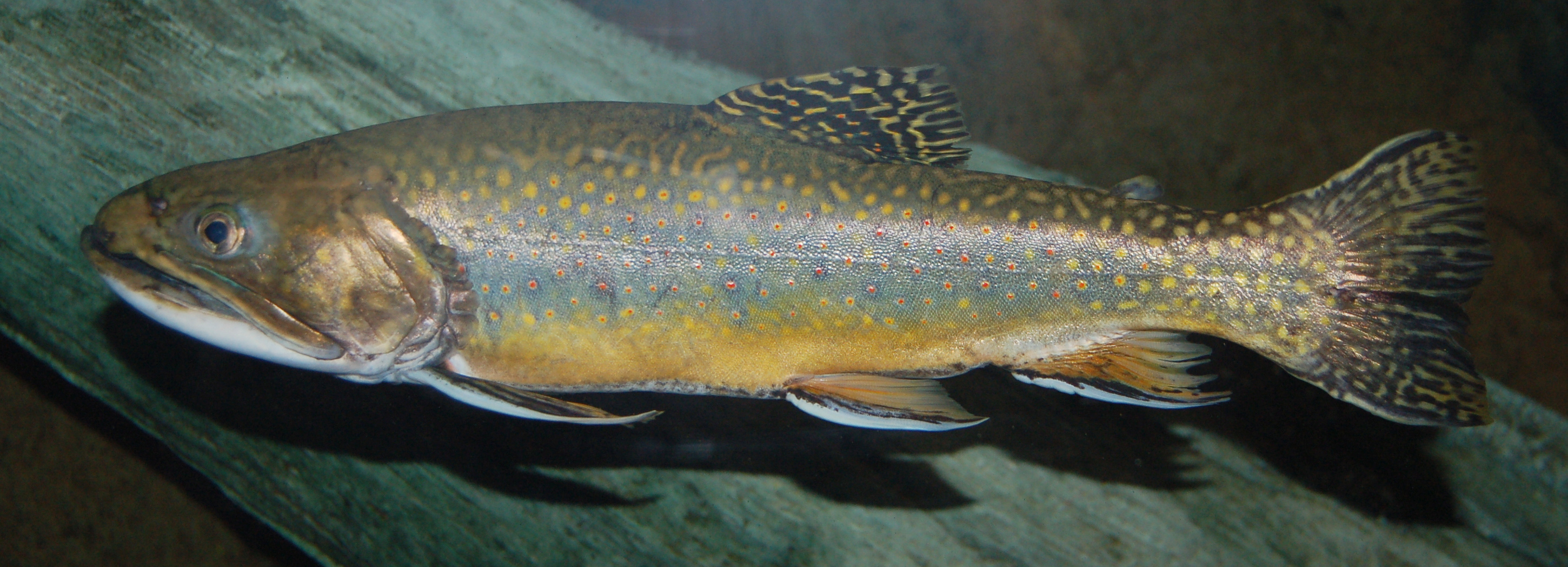
Salvelinus fontinalis